# Gran Premio motociclistico di San Marino e della Riviera di Rimini 2009
Il Gran Premio motociclistico di San Marino e della Riviera di Rimini 2009 corso il 6 settembre, è stato il tredicesimo Gran Premio della stagione 2009 e ha visto vincere: Valentino Rossi in MotoGP, Héctor Barberá nella classe 250 e Julián Simón nella classe 125.

## MotoGP

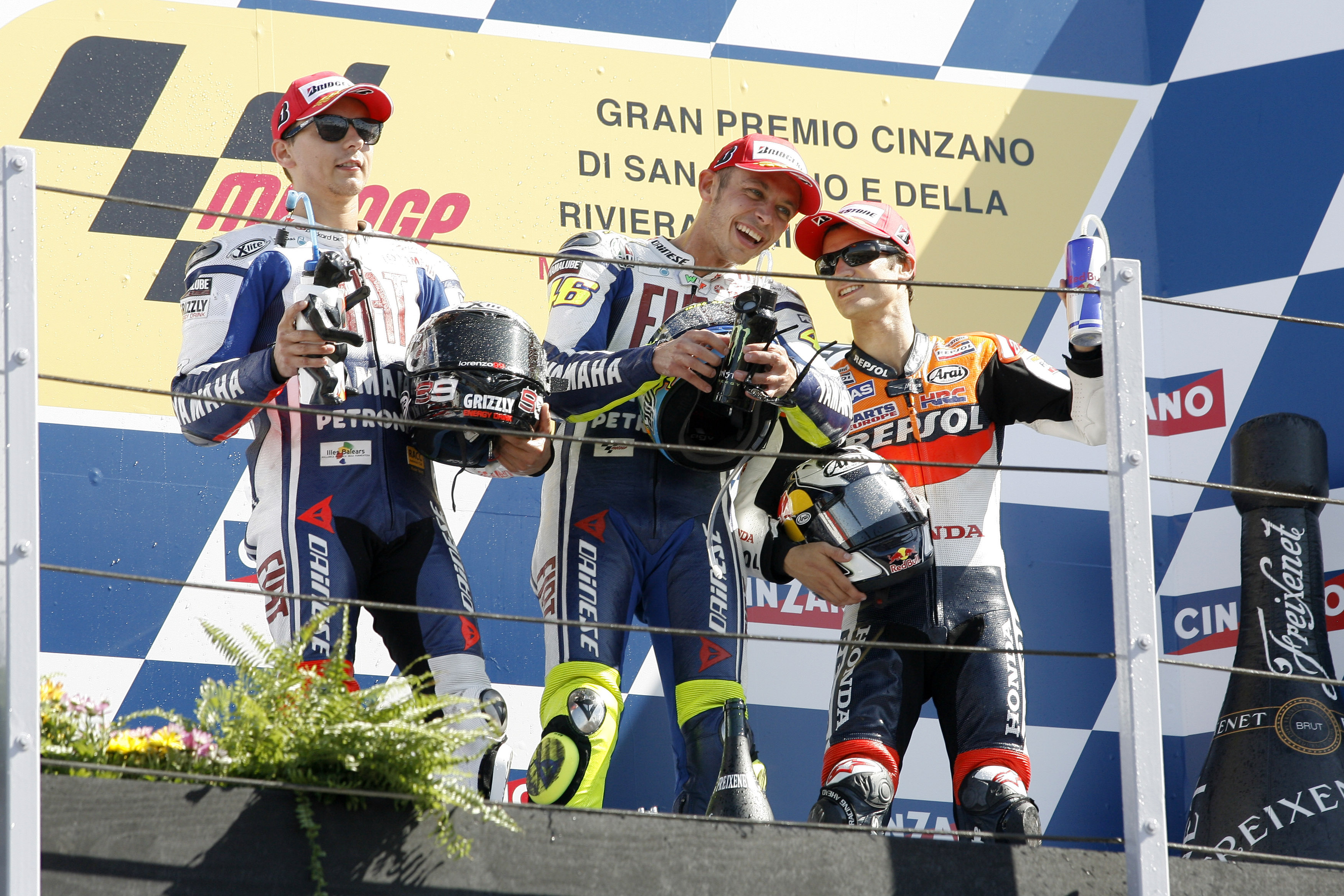
Lorenzo, Rossi e Pedrosa, festeggiano sul podio dopo aver concluso in seconda, prima e terza posizione la gara della classe MotoGP

### Arrivati al traguardo
| Pos | Nº | Pilota           | Squadra                 | Motocicletta | Giri | Tempo     | Griglia | Punti |
| --- | -- | ---------------- | ----------------------- | ------------ | ---- | --------- | ------- | ----- |
| 1   | 46 | Valentino Rossi  | Fiat Yamaha             | Yamaha       | 28   | 44:32.882 | 1       | 25    |
| 2   | 99 | Jorge Lorenzo    | Fiat Yamaha             | Yamaha       | 28   | +2.416    | 3       | 20    |
| 3   | 3  | Dani Pedrosa     | Repsol Honda            | Honda        | 28   | +12.400   | 2       | 16    |
| 4   | 4  | Andrea Dovizioso | Repsol Honda            | Honda        | 28   | +26.330   | 8       | 13    |
| 5   | 65 | Loris Capirossi  | Rizla Suzuki            | Suzuki       | 28   | +26.539   | 10      | 11    |
| 6   | 24 | Toni Elías       | San Carlo Honda Gresini | Honda        | 28   | +28.286   | 4       | 10    |
| 7   | 36 | Mika Kallio      | Ducati Marlboro         | Ducati       | 28   | +30.184   | 11      | 9     |
| 8   | 33 | Marco Melandri   | Hayate Racing           | Kawasaki     | 28   | +31.757   | 12      | 8     |
| 9   | 7  | Chris Vermeulen  | Rizla Suzuki            | Suzuki       | 28   | +31.909   | 13      | 7     |
| 10  | 52 | James Toseland   | Monster Yamaha Tech 3   | Yamaha       | 28   | +38.347   | 14      | 6     |
| 11  | 44 | Aleix Espargaró  | Pramac Racing           | Ducati       | 28   | +46.673   | 15      | 5     |
| 12  | 14 | Randy de Puniet  | LCR Honda               | Honda        | 28   | +52.041   | 9       | 4     |
| 13  | 88 | Niccolò Canepa   | Pramac Racing           | Ducati       | 28   | +1:03.198 | 16      | 3     |
| 14  | 41 | Gábor Talmácsi   | Scot Racing             | Honda        | 28   | +1:22.347 | 17      | 2     |

### Ritirati
| Nº | Pilota          | Squadra                 | Motocicletta | Giri | Griglia |
| -- | --------------- | ----------------------- | ------------ | ---- | ------- |
| 15 | Alex De Angelis | San Carlo Honda Gresini | Honda        | 0    | 7       |
| 5  | Colin Edwards   | Monster Yamaha Tech 3   | Yamaha       | 0    | 5       |
| 69 | Nicky Hayden    | Ducati Marlboro         | Ducati       | 0    | 6       |

## Classe 250

### Arrivati al traguardo
| Pos | Nº | Pilota           | Squadra                     | Motocicletta | Giri | Tempo     | Griglia | Punti |
| --- | -- | ---------------- | --------------------------- | ------------ | ---- | --------- | ------- | ----- |
| 1   | 40 | Héctor Barberá   | Pepe World Team             | Aprilia      | 26   | 43:23.353 | 2       | 25    |
| 2   | 75 | Mattia Pasini    | Toth Aprilia                | Aprilia      | 26   | +0.040    | 4       | 20    |
| 3   | 19 | Álvaro Bautista  | Mapfre Aspar                | Aprilia      | 26   | +1.691    | 8       | 16    |
| 4   | 4  | Hiroshi Aoyama   | Scot Racing                 | Honda        | 26   | +1.697    | 1       | 13    |
| 5   | 63 | Mike Di Meglio   | Mapfre Aspar                | Aprilia      | 26   | +1.921    | 5       | 11    |
| 6   | 16 | Jules Cluzel     | Matteoni Racing             | Aprilia      | 26   | +9.202    | 13      | 10    |
| 7   | 6  | Alex Debón       | Aeropuerto-Castello-Blusens | Aprilia      | 26   | +10.483   | 6       | 9     |
| 8   | 35 | Raffaele De Rosa | Scot Racing                 | Honda        | 26   | +11.360   | 16      | 8     |
| 9   | 55 | Héctor Faubel    | Honda SAG                   | Honda        | 26   | +18.953   | 7       | 7     |
| 10  | 12 | Thomas Lüthi     | Emmi - Caffe Latte          | Aprilia      | 26   | +24.480   | 14      | 6     |
| 11  | 17 | Karel Abraham    | Cardion AB Motoracing       | Aprilia      | 26   | +24.680   | 11      | 5     |
| 12  | 48 | Shōya Tomizawa   | CIP Moto - GP250            | Honda        | 26   | +51.521   | 17      | 4     |
| 13  | 25 | Alex Baldolini   | WTR San Marino              | Aprilia      | 26   | +52.474   | 15      | 3     |
| 14  | 53 | Valentin Debise  | CIP Moto - GP250            | Honda        | 26   | +1:11.675 | 18      | 2     |
| 15  | 11 | Balázs Németh    | Balatonring Team            | Aprilia      | 26   | +1:15.515 | 19      | 1     |
| 16  | 7  | Axel Pons        | Pepe World Team             | Aprilia      | 26   | +1:15.666 | 20      |       |
| 17  | 56 | Vladimir Leonov  | Viessmann Kiefer Racing     | Aprilia      | 25   | +1 giro   | 22      |       |
| 18  | 10 | Imre Tóth        | Toth Aprilia                | Aprilia      | 25   | +1 giro   | 23      |       |
| 19  | 77 | Aitor Rodríguez  | Matteoni Racing             | Aprilia      | 25   | +1 giro   | 25      |       |

### Ritirati
| Nº | Pilota              | Squadra             | Motocicletta | Giri | Griglia |
| -- | ------------------- | ------------------- | ------------ | ---- | ------- |
| 14 | Ratthapark Wilairot | Thai Honda PTT SAG  | Honda        | 21   | 10      |
| 15 | Roberto Locatelli   | Metis Gilera        | Gilera       | 20   | 9       |
| 54 | Toby Markham        | C&L Racing          | Aprilia      | 15   | 24      |
| 58 | Marco Simoncelli    | Metis Gilera        | Gilera       | 12   | 3       |
| 8  | Bastien Chesaux     | Racing Team Germany | Honda        | 3    | 21      |
| 52 | Lukáš Pešek         | Auto Kelly - CP     | Aprilia      | 2    | 12      |

## Classe 125

### Arrivati al traguardo
| Pos | Nº | Pilota             | Squadra                 | Motocicletta | Giri | Tempo     | Griglia | Punti |
| --- | -- | ------------------ | ----------------------- | ------------ | ---- | --------- | ------- | ----- |
| 1   | 60 | Julián Simón       | Bancaja Aspar           | Aprilia      | 23   | 40:15.301 | 2       | 25    |
| 2   | 18 | Nicolás Terol      | Jack & Jones Team       | Aprilia      | 23   | +0.573    | 4       | 20    |
| 3   | 38 | Bradley Smith      | Bancaja Aspar           | Aprilia      | 23   | +5.474    | 1       | 16    |
| 4   | 93 | Marc Márquez       | Red Bull KTM Moto Sport | KTM          | 23   | +9.378    | 7       | 13    |
| 5   | 11 | Sandro Cortese     | Ajo Interwetten         | Derbi        | 23   | +9.665    | 10      | 11    |
| 6   | 17 | Stefan Bradl       | Viessmann Kiefer Racing | Aprilia      | 23   | +11.755   | 9       | 10    |
| 7   | 24 | Simone Corsi       | Fontana Racing          | Aprilia      | 23   | +23.044   | 8       | 9     |
| 8   | 6  | Joan Olivé         | Derbi Racing            | Derbi        | 23   | +26.936   | 18      | 8     |
| 9   | 94 | Jonas Folger       | Ongetta Team I.S.P.A.   | Aprilia      | 23   | +32.851   | 25      | 7     |
| 10  | 99 | Danny Webb         | Degraaf Grand Prix      | Aprilia      | 23   | +34.439   | 13      | 6     |
| 11  | 88 | Michael Ranseder   | CBC Corse               | Aprilia      | 23   | +34.733   | 17      | 5     |
| 12  | 7  | Efrén Vázquez      | Derbi Racing            | Derbi        | 23   | +35.763   | 11      | 4     |
| 13  | 51 | Riccardo Moretti   | Ellegi Racing           | Aprilia      | 23   | +35.853   | 26      | 3     |
| 14  | 8  | Lorenzo Zanetti    | Ongetta Team I.S.P.A.   | Aprilia      | 23   | +39.937   | 20      | 2     |
| 15  | 77 | Dominique Aegerter | Ajo Interwetten         | Derbi        | 23   | +39.942   | 24      | 1     |
| 16  | 14 | Johann Zarco       | WTR San Marino          | Aprilia      | 23   | +40.110   | 15      |       |
| 17  | 35 | Randy Krummenacher | Degraaf Grand Prix      | Aprilia      | 23   | +59.051   | 23      |       |
| 18  | 69 | Lukáš Šembera      | Matteoni Racing         | Aprilia      | 23   | +59.100   | 19      |       |
| 19  | 61 | Luigi Morciano     | Junior GP Racing Dream  | Aprilia      | 23   | +1:00.236 | 16      |       |
| 20  | 73 | Takaaki Nakagami   | Ongetta Team I.S.P.A.   | Aprilia      | 23   | +1:01.191 | 22      |       |
| 21  | 39 | Luis Salom         | Jack & Jones Team       | Aprilia      | 23   | +1:02.848 | 31      |       |
| 22  | 16 | Cameron Beaubier   | Red Bull KTM Moto Sport | KTM          | 23   | +1:11.814 | 28      |       |
| 23  | 53 | Jasper Iwema       | Racing Team Germany     | Honda        | 23   | +1:11.933 | 33      |       |
| 24  | 87 | Luca Marconi       | CBC Corse               | Aprilia      | 23   | +1:12.053 | 32      |       |
| 25  | 65 | Gabriele Ferro     | Grillini Bridgestone    | Aprilia      | 23   | +1:14.596 | 29      |       |
| 26  | 70 | Jakub Jantulík     | JJ Racing               | Aprilia      | 23   | +1:28.731 | 34      |       |
| 27  | 10 | Luca Vitali        | CBC Corse               | Aprilia      | 23   | +1:29.309 | 36      |       |
| 28  | 21 | Jakub Kornfeil     | Loncin Racing           | Loncin       | 23   | +1:29.916 | 35      |       |
| 29  | 62 | Alessandro Tonucci | Junior GP Racing Dream  | Aprilia      | 22   | +1 giro   | 21      |       |

### Ritirati
| Nº | Pilota           | Squadra               | Motocicletta | Giri | Griglia |
| -- | ---------------- | --------------------- | ------------ | ---- | ------- |
| 29 | Andrea Iannone   | Ongetta Team I.S.P.A. | Aprilia      | 22   | 3       |
| 44 | Pol Espargaró    | Derbi Racing          | Derbi        | 22   | 6       |
| 71 | Tomoyoshi Koyama | Loncin Racing         | Loncin       | 16   | 27      |
| 12 | Esteve Rabat     | Blusens Aprilia       | Aprilia      | 15   | 12      |
| 32 | Lorenzo Savadori | Fontana Racing        | Aprilia      | 13   | 30      |
| 45 | Scott Redding    | Blusens Aprilia       | Aprilia      | 5    | 14      |
| 33 | Sergio Gadea     | Bancaja Aspar         | Aprilia      | 0    | 5       |